# David Cesarani
David Cesarani CBE (ur. 1956, zm. 25 października 2015) – brytyjski historyk żydowskiego pochodzenia, specjalizujący się w dziejach Holokaustu, autor opracowań biograficznych.

## Życiorys
Cesarani należał w czasach swojej młodości do izraelskiego ruchu pacyfistycznego, pracował w jednym z kibuców. Później był zatrudniony jako wykładowca na uniwersytetach w Leeds, Londynie (Queen Mary, University of London oraz Royal Holloway) i Southampton (University of Southampton). Badał historię Żydów. Pracował również w Wiener Library, największej brytyjskiej bibliotece gromadzącej materiały dotyczące Holokaustu.
Był członkiem brytyjskiego komitetu organizującego Holocaust Memorial Day (Dzień Pamięci Holokaustu). Współpracował z Parkes Institute, badającym relacje między Żydami i członkami innych narodów. Był współwydawcą czasopisma „Patterns of Prejudice”. Występował przeciwko tezom znanego negacjonisty Davida Irvinga. Był doradcą premiera Gordona Browna ds. pamięci o Holokauście i historii najnowszej.
Cesarani był profesorem Royal Holloway, University of London.